# Sorosina florenskayae
Sorosina florenskayae är en stekelart som beskrevs av Dzhanokmen 1993. Sorosina florenskayae ingår i släktet Sorosina och familjen puppglanssteklar. Inga underarter finns listade i Catalogue of Life.